# Ipomoea imperati
Ipomoea imperati (Vahl) Griseb. é uma espécie herbácea rastejante típica das dunas e antepraias arenosas, pertencente ao género Ipomoea da família das Convolvulaceae. A espécie I. imperati é considerada um sinónimo taxonómico de Ipomoea stolonifera (Cirillo) J.F.Gmel., binome pelo qual ainda é frequentemente designada.

## Descrição
Planta herbácea rastejante, com raiz perene tuberosa, caules estoloníferos glabros formando estolhos longos e finos, radiculados nos nós, que atingem uma altura de apenas 10–16 cm, mas podem alastrar pelo solo até distâncias de 25–30 m da raiz tuberosa que os origina.
As folhas são ovato-cordadas, pequenas e endurecidas, de cor verde glauco, dispostas de forma densa ao longo de curtos caules secundários emitidos a partir dos nós dos caules rastejantes. A maioria das folhas são divididas em 5 lobos em forma de estrela. A planta desenvolve abundantes raízes nos nodos, espalhando-se rapidamente sobre o solo, suportando bem o soterramento pela areia.
As flores são brancas, com uma pequena mancha central de cor amarelada a púrpura. A flor tem forma de funil, com 5–7 cm de diâmetro na sua parte distal (boca). Durante o período de floração, que estende de Maio a Agosto, as flores abrem ao início da manhã e fecham ao anoitecer.
Produz vagens arredondadas, contendo 4 sementes aveludadas de cor castanha.
A espécie é usada popularmente para tratar inflamação, inchaço e feridas, bem como para tratar a dor pós-parto e dor estomacal.
O taxon é típico das zonas costeiras arenosas, estando confinado às dunas e ante-praias, onde tem um importante papel na fixação das areias. Tem uma distribuição pantropical que se estende às costas do leste do Mediterrâneo e do norte de África, ao sueste da América do Norte e ao sueste asiático.